# Lenta (Vercelli)
Lenta é uma comuna italiana da região do Piemonte, província de Vercelli, com cerca de 931 habitantes. Estende-se por uma área de 19 km², tendo uma densidade populacional de 49 hab/km². Faz fronteira com Carpignano Sesia (NO), Gattinara, Ghemme (NO), Ghislarengo, Rovasenda.

## Demografia
| Variação demográfica do município entre 1861 e 2011                               |
|                                                                                   |
| Fonte: Istituto Nazionale di Statistica (ISTAT) - Elaboração gráfica da Wikipedia |